# Major Arena Soccer League
Major Arena Soccer League (ou MASL), é uma liga de profissional de showbol disputada por times dos Estados Unidos, Canadá e México.. Fundada em 2009, a liga é uma das ligas afiliadas à Confederación Panamericana de Minifutbol (CPM) e a World Minifootball Federation.

## História
A competição foi formada no dia 18 de maio de 2008 como uma filial da Premier Arena Soccer League. Anteriormente a liga se chamava Professional Arena Soccer League.

## Teams
| Time                    | Cidade                           | Arena                         | Fundado           | Entrada           | Técnico            |
| Conferência Leste       | Conferência Leste                | Conferência Leste             | Conferência Leste | Conferência Leste | Conferência Leste  |
| Divisão Leste           | Divisão Leste                    | Divisão Leste                 | Divisão Leste     | Divisão Leste     | Divisão Leste      |
| ----------------------- | -------------------------------- | ----------------------------- | ----------------- | ----------------- | ------------------ |
| Baltimore Blast         | Towson, Maryland                 | SECU Arena                    | 1992              | 2014              | Danny Kelly        |
| Florida Tropics SC      | Lakeland, Flórida                | RP Funding Center             | 2016              | 2016              | Clay Roberts       |
| Harrisburg Heat         | Harrisburg, Pensilvânia          | New Holland Arena             | 2012              | 2014              | Denison Cabral     |
| Syracuse Silver Knights | Syracuse, Nova Iorque            | Oncenter War Memorial Arena   | 2010              | 2014              | Ryan Hall          |
| Central Division        |                                  |                               |                   |                   |                    |
| Cedar Rapids Rampage    | Cedar Rapids, Iowa               | U.S. Cellular Center          | 2015              | 2015              | Ante Cop           |
| Kansas City Comets      | Independence, Missouri           | Silverstein Eye Centers Arena | 2010              | 2014              | Kim Roentved       |
| Milwaukee Wave          | Milwaukee, Wisconsin             | UW–Milwaukee Panther Arena    | 1984              | 2014              | Giuliano Oliviero  |
| St. Louis Ambush        | St. Charles, Missouri            | Family Arena                  | 2013              | 2014              | Hewerton Moreira   |
| Conferência Oeste       |                                  |                               |                   |                   |                    |
| Divisão Sudoeste        |                                  |                               |                   |                   |                    |
| El Paso Coyotes         | El Paso, Texas                   | El Paso County Coliseum       | 2016              | 2016              | Jose Luis Trevino  |
| Monterrey Flash         | Monterrey, Nuevo León            | Monterrey Arena               | 2013              | 2014 20171        | Mariano Bollella   |
| RGV Barracudas FC       | Hidalgo, Texas                   | State Farm Arena              | 2004              | 2014              | Jorge Quiroz       |
| Sonora Suns             | Hermosillo, Sonora               | Centro de Usos Múltiples      | 2014              | 2015              | Luis Jaime Borrego |
| Pacific Division        |                                  |                               |                   |                   |                    |
| Ontario Fury            | Ontário (Califórnia), California | Citizens Business Bank Arena  | 2013              | 2014              | Jimmy Nordberg     |
| San Diego Sockers       | San Diego, California            | Valley View Casino Center     | 2009              | 2014              | Phil Salvagio      |
| Tacoma Stars            | Kent, Washington                 | ShoWare Center                | 2009              | 2015              | Darren Sawatzky    |
| Turlock Express         | Turlock, California              | Turlock Soccer Complex        | 2011              | 2014              | Art Pulido         |

Times Futuros
| Time    | Cidade               | Arena          | Entrada |
| ------- | -------------------- | -------------- | ------- |
| Toronto | Mississauga, Ontário | Hershey Centre | 2018–19 |